# گنداب (بروجرد)
گَنداب روستایی است از توابع شهرستان بروجرد در استان لرستان. این روستا در حد فاصل روستاهای گندل گیلان، دره گرم و کمره علیا قرار دارد.

## جمعیت
بنابر سرشماری مرکز آمار ایران، گنداب در سال ۱۳۹۵، خالی از سکنه بوده و به صورت فصلی در آن کشاورزی صورت می‌گیرد.